# World Cup of Hockey
La World Cup of Hockey è un torneo per nazionali di hockey su ghiaccio organizzato dalla National Hockey League (NHL), nato dalle "ceneri" della vecchia Canada Cup.
La prima edizione si è tenuta nel 1996 e ha visto la vittoria degli Stati Uniti, che in finale hanno sconfitto il Canada; le altre nazionali partecipanti erano quelle di Repubblica Ceca, Finlandia, Germania, Russia, Slovacchia e Svezia.
Nella seconda edizione, disputatasi nel 2004, è stato invece il Canada a conquistare il titolo, battendo in finale la Finlandia.
La Nazionale canadese si è ripetuta nel 2016, alla terza edizione del torneo, vincendo in finale contro le All-Stars europee.
La World Cup of Hockey non va confusa con i campionati del mondo che si disputano ogni anno, organizzati dalla International Ice Hockey Federation (IIHF) fin dal 1930.

## Albo d'oro
| Anno | Paese  | Città   | Stadio            | Oro         | Argento   | Bronzo                |
| ---- | ------ | ------- | ----------------- | ----------- | --------- | --------------------- |
| 1996 | —      | —       | —                 | Stati Uniti | Canada    | Russia Svezia         |
| 2004 | —      | —       | —                 | Canada      | Finlandia | Rep. Ceca Stati Uniti |
| 2016 | Canada | Toronto | Air Canada Centre | Canada      | Europa    | Russia Svezia         |